# Luxemburg op de Olympische Zomerspelen 1928
Luxemburg nam deel aan de Olympische Zomerspelen 1928 in Amsterdam, Nederland. Het was de vierde deelname van Luxemburg aan de Olympische Spelen. 
Aan de in 1920 gewonnen zilveren medaille van Joseph Alzin werd ook deze editie geen medaille toegevoegd.
Luxemburg schreef 57 deelnemers (inclusief reserves) in voor de Olympische Spelen. Uiteindelijk namen er 46 deel aan een olympisch onderdeel.
De beide zwemsters Marie Jeanne Bernard en Virginie Rausch waren de vrouwen die Luxemburg deze editie vertegenwoordigden bij de Olympische Spelen.
Negen deelnemers Jean Welter sr (boksen), Mathias Erang, Albert Neumann (turnen), Paul Feierstein, Nicky Kirsch, Emile Kolb, Jean-Pierre Weisgerber (voetbal), Adolphe Dumont (worstelen) en Eugene Kuborn (zwemmen/waterpolo), namen voor de tweede maal deel aan de Olympische Spelen.

## Deelnemers en resultaten
(m) = mannen, (v) = vrouwen 

### Atletiek
| Olympiër         | Discipline | Resultaat | Prestatie              |
| ---------------- | ---------- | --------- | ---------------------- |
| Frédéric Eyschen | 100m (m)   | series    | serie 16: 4de          |
| Jean Moulin      | 100m (m)   | series    | serie 9: 5de           |
| George Schmit    | 100m (m)   | series    | serie 14: 6de in 12,23 |
| Jean Moulin      | 200m (m)   | series    | serie 10: 3de          |
| Frédéric Eyschen | 400m (m)   | series    | serie 13: 5de          |
| Louis Schmit     | 800m (m)   | series    | serie 1: 7de           |

### Boksen
| Olympiër             | Discipline  | Resultaat | Prestatie                                              |
| -------------------- | ----------- | --------- | ------------------------------------------------------ |
| Jean Kieffer         | -50,8kg (m) | 17e       | 1ste ronde: V van MEX Gaona: punten                    |
| Mathias Sancassianti | -61,2kg (m) | 9e        | 1ste ronde: vrij 2de ronde: V van DEN Nielsen: punten  |
| Albert Nuss          | -66,7kg (m) | 17e       | 1ste ronde: V van EST Palm: punten                     |
| Georges Pixius       | -72,6kg (m) | 9e        | 1ste ronde: vrij 2de ronde: V van TCH Heřmánek: punten |
| Jean Welter sr       | -72,6kg (m) | 9e        | 1ste ronde: V van CAN Carrick: punten                  |

### Gewichtheffen
| Olympiër           | Discipline  | Resultaat | Prestatie                                                                          |
| ------------------ | ----------- | --------- | ---------------------------------------------------------------------------------- |
| Menotto Pozzacchio | -67,5kg (m) | 13e       | drukken: 13de met 75kg trekken: 11de met 80kg stoten: 12de met 105kg totaal: 260kg |
| François Bremer    | -75kg (m)   | DNF       | drukken: geen geldige poging                                                       |
| Nicolas Scheitler  | -82,5kg (m) | 14e       | drukken: 11de met 85kg trekken: 14de met 85kg stoten: 14de met 105kg totaal: 275kg |

### Turnen
| Olympiër | Discipline               | Resultaat | Prestatie       |
| --- | ------------------------ | --------- | --------------- |
| Mathias Erang | sprong (m)               | 71e       | 22,375 punten   |
| Edouard Grethen | sprong (m)               | 65e       | 23,125 punten   |
| Mathias Logelin | sprong (m)               | 53e       | 24,625 punten   |
| Albert Neumann | sprong (m)               | 39e       | 25,625 punten   |
| Nic Roeser | sprong (m)               | 32e       | 26,25 punten    |
| Josy Staudt | sprong (m)               | 58e       | 24,000 punten   |
| Jean-Pierre Urbing                                                                                                  | sprong (m)               | 77e       | 19,625 punten   |
| Fränz Zouang | sprong (m)               | 57e       | 24,125 punten   |
| Mathias Erang | ringen (m)               | 69e       | 40,25 punten    |
| Edouard Grethen | ringen (m)               | 65e       | 42,25 punten    |
| Mathias Logelin | ringen (m)               | 53e       | 47,00 punten    |
| Albert Neumann | ringen (m)               | 72e       | 39,75 punten    |
| Nic Roeser | ringen (m)               | 49e       | 47,50 punten    |
| Josy Staudt | ringen (m)               | 58e       | 44,50 punten    |
| Jean-Pierre Urbing                                                                                                  | ringen (m)               | 66e       | 41,75 punten    |
| Fränz Zouang | ringen (m)               | 54e       | 46,75 punten    |
| Mathias Erang | paard met bogen (m)      | 79e       | 31,75 punten    |
| Edouard Grethen | paard met bogen (m)      | 65e       | 38,75 punten    |
| Mathias Logelin | paard met bogen (m)      | 62e       | 40,25 punten    |
| Albert Neumann | paard met bogen (m)      | 86e       | 21,00 punten    |
| Nic Roeser | paard met bogen (m)      | 39e       | 48,00 punten    |
| Josy Staudt | paard met bogen (m)      | 83e       | 29,25 punten    |
| Jean-Pierre Urbing                                                                                                  | paard met bogen (m)      | 64e       | 40,00 punten    |
| Fränz Zouang | paard met bogen (m)      | 51e       | 44,75 punten    |
| Mathias Erang | brug (m)                 | 64e       | 38,25 punten    |
| Edouard Grethen | brug (m)                 | 68e       | 36,00 punten    |
| Mathias Logelin | brug (m)                 | 37e       | 48,00 punten    |
| Albert Neumann | brug (m)                 | 67e       | 36,25 punten    |
| Nic Roeser | brug (m)                 | 60e       | 40,00 punten    |
| Josy Staudt | brug (m)                 | 72e       | 34,25 punten    |
| Jean-Pierre Urbing                                                                                                  | brug (m)                 | 68e       | 36,00 punten    |
| Fränz Zouang | brug (m)                 | 59e       | 40,25 punten    |
| Mathias Erang | rekstok (m)              | 82e       | 30,00 punten    |
| Edouard Grethen | rekstok (m)              | 81e       | 32,50 punten    |
| Mathias Logelin | rekstok (m)              | 28e       | 52,50 punten    |
| Albert Neumann | rekstok (m)              | 75e       | 39,25 punten    |
| Nic Roeser | rekstok (m)              | 45e       | 47,50 punten    |
| Josy Staudt | rekstok (m)              | 80e       | 34,000 punten   |
| Jean-Pierre Urbing                                                                                                  | rekstok (m)              | 73e       | 39,75 punten    |
| Fränz Zouang | rekstok (m)              | 57e       | 45,00 punten    |
| Mathias Erang | individuele meerkamp (m) | 77e       | 162,625 punten  |
| Edouard Grethen | individuele meerkamp (m) | 70e       | 172,625 punten  |
| Mathias Logelin | individuele meerkamp (m) | 42e       | 212,375 punten  |
| Albert Neumann | individuele meerkamp (m) | 80e       | 161,875 punten  |
| Nic Roeser | individuele meerkamp (m) | 49e       | 209,250 punten  |
| Josy Staudt | individuele meerkamp (m) | 74e       | 166,000 punten  |
| Jean-Pierre Urbing                                                                                                  | individuele meerkamp (m) | 68e       | 177,125 punten  |
| Fränz Zouang | individuele meerkamp (m) | 55e       | 200,875 punten  |
| Mathias Logelin Nic Roeser Fränz Zouang Jean-Pierre Urbing Edouard Grethen Josy Staudt Mathias Erang Albert Neumann | meerkamp team (m)        | 9e        | 1361,000 punten |

### Voetbal
De enige wedstrijd werd op 27 mei 1928 gespeeld in het Olympisch stadion voor 5.834 toeschouwers. Vier spelers (Paul Feierstein, Nicky Kirsch, Emile Kolb en Jean-Pierre Weisgerber) maakten deel uit van het Olympisch elftal van 1924.
| Olympiër | Discipline | Resultaat | Prestatie                                     |
| --- | ---------- | --------- | --------------------------------------------- |
| Paul Feierstein Nicky Kirsch Emile Kolb Jean-Pierre Weisgerber Bernard Fischer Joseph Kirpes Albert Reuter Henri Scharry Guillaume Schutz Robert Theisen François Weber | mannen     | 42e       | voorronde: vrij 1ste ronde: V van België: 3-5 |

### Wielersport
| Olympiër                                          | Discipline            | Resultaat | Prestatie      |
| ------------------------------------------------- | --------------------- | --------- | -------------- |
| Jean Alfonsetti                                   | wegwedstrijd (m)      | 42e       | 5:30.31        |
| Jean-Pierre Muller                                | wegwedstrijd (m)      | 34e       | 5:22.30        |
| Marcel Pesch                                      | wegwedstrijd (m)      | DNF       | niet gefinisht |
| Norbert Sinner                                    | wegwedstrijd (m)      | 40e       | 5:27.54        |
| Jean-Pierre Muller Norbert Sinner Jean Alfonsetti | wegwedstrijd team (m) | 10e       | 16:20.55       |

### Worstelen
| Olympiër       | Discipline     | Resultaat      | Prestatie                                                   |
| Grieks-Romeins | Grieks-Romeins | Grieks-Romeins | Grieks-Romeins                                              |
| -------------- | -------------- | -------------- | ----------------------------------------------------------- |
| Georges Miller | -58kg (m)      | 14e            | 1ste ronde: V van EST Pütsep 2de ronde: V van SWE Lindelöf  |
| Adolphe Dumont | -67,5kg (m)    | 13e            | 1ste ronde: V van HUN Keresztes 2de ronde: V van NED Massop |
| Emile Frantz   | -75kg (m)      | 13e            | 1ste ronde: V van SWE Johansson 2de ronde: V van TCH Hála   |

### Waterpolo
| Olympiër                                                                                      | Discipline | Resultaat | Prestatie                    |
| --------------------------------------------------------------------------------------------- | ---------- | --------- | ---------------------------- |
| Georges Bauer Victor Klees Eugène Kuborn Félix Unden Jules Staudt Boyty Staudt Charles Mersch | mannen     | 9e        | 1ste ronde: V van Malta: 1-3 |

### Zwemmen
| Olympiër             | Discipline          | Resultaat | Prestatie    |
| -------------------- | ------------------- | --------- | ------------ |
| Eugene Kuborn        | 100m rugslag (m)    | series    | serie 4: 4de |
|                      |                     |           |              |
| Marie Jeanne Bernard | 100m rugslag (v)    | series    | serie 3: 5de |
| Marie Jeanne Bernard | 200m schoolslag (v) | series    | serie 2: 6de |

Argentinië · Australië · België · Brits-Indië · Bulgarije · Canada · Chili · Cuba · Denemarken · Duitsland · Egypte · Estland · Filipijnen · Finland · Frankrijk · Griekenland · Groot-Brittannië · Haïti · Hongarije · Ierland · Italië · Japan · Joegoslavië · Letland · Litouwen · Luxemburg · Malta · Mexico · Monaco · Nederland · Nieuw-Zeeland · Noorwegen · Oostenrijk · Panama · Polen · Portugal · Roemenië · Spanje · Tsjecho-Slowakije · Turkije · Uruguay · Verenigde Staten · Zuid-Afrika · Zuid-Rhodesië · Zweden · Zwitserland